# 2470 Agematsu
2470 Agematsu è un asteroide della fascia principale. Scoperto nel 1976, presenta un'orbita caratterizzata da un semiasse maggiore pari a 2,8866610 au e da un'eccentricità di 0,0120755, inclinata di 3,10859° rispetto all'eclittica.
L'asteroide è dedicato al comune giapponese di Agematsu, uno dei tre su cui sorge l'osservatorio di Kiso. Agli altri due comuni sono stati dedicati 2924 Mitake-mura e 2960 Ohtaki.